# Macrófago

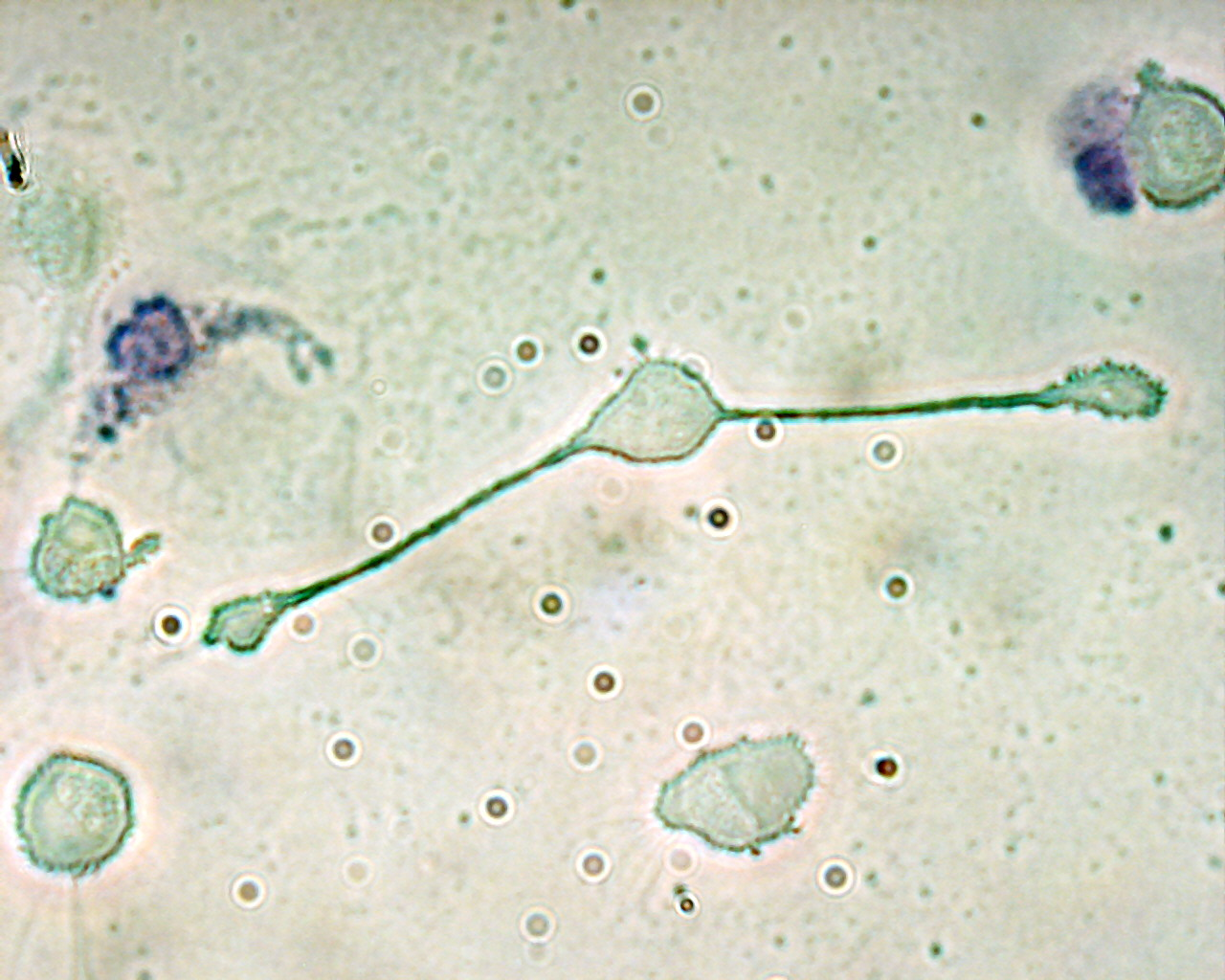
Macrófago emitindo pseudópodes para englobar duas partículas, possivelmente patógenos.

Os macrófagos são células hematopoiéticas fagocíticas de linhagem mieloide presentes no tecido conjuntivo e se distribuem por órgãos como o fígado e o pulmão. Têm origem na medula óssea tendo como precursores os monócitos que circulam na corrente sanguínea e migram temporariamente para os tecidos, por meio de estímulos inflamatórios, onde se diferenciam e passam a exercer funções específicas. Os macrófagos são importantes células do sistema imunológico por participar da imunidade inata, tendo como suas principais funções a fagocitose de partículas estranhas, apresentadoras de antígenos aos linfócitos (APC), que promovem resposta inflamatória, reorganização tecidual e ação microbiana. Esse processo de fagocitose leva à ativação dos macrófagos e à indução da liberação de uma série de moléculas, como a secreção de citocinas que são proteínas capazes de promover a interação entre os macrófagos e linfócitos, atuando sobre o seu crescimento e diferenciação.
Essas células também são ativas no processo de involução fisiológica de alguns órgãos. É o caso do útero, que após o parto sofre uma redução de volume, havendo uma notável participação dos macrófagos nesse processo.

## Ativação dos macrófagos
Vias que ativam os macrófagos com diferentes finalidades:
- Via clássica, chamada de M1: Desempenha um importante papel na proteção contra os agentes cancerígenos devido à sua alta atividade citotóxica e da resposta imune que realiza, além de expressar altos níveis de moléculas de MHC classe I e II, o que os permite funcionar como células apresentadoras de antígeno. São mediados por estímulos de IFN-γ e TNF-α.
- Via alternativa, chamada de M2: Promove a limpeza de possíveis detritos, é importante para a resolução da inflamação e possui baixa capacidade de promover apresentação de antígenos e cicatrização. Mediada pela IL-4, IL-13.

## Morfologia dos macrófagos
Essa célula fagocítica é considerada grande, podendo atingir de 25 até 50μm, com o citoplasma abundante e irregular abrigando o complexo de golgi desenvolvido. O núcleo dessa célula é oval localizado centralmente. Tem presença de pseudópodes e são células ricas em lisossomas que são direcionados para degradar e digerir os elementos estranhos no corpo. Quando os macrófagos não conseguem realizar esse processo de degradação, eles se organizam em um aglomerado de células chamadas de células gigantes multinucleadas ou de granuloma, sendo prejudiciais para o seu tecido por perder a função e ocorrer a morte de células saudáveis.